# لوسي تشان
لوسي تشان هي فنانة كندية، ولدت في 1975.